# Dragiša Gudelj
Dragiša Gudelj (Breda, Países Bajos, 8 de noviembre del 1997) es un exfutbolista serbio que jugaba como defensa central, su último equipo fue el Córdoba C. F., es hermano del también futbolista Nemanja Gudelj, hijo de entrenador Nebojša Gudelj y su primo segundo es Vlado Gudelj.

## Carrera deportiva
Nacido en Breda, Países Bajos, Dragiša es un jugador formado en el NAC Breda donde acabaría su etapa juvenil en 2015.
El 6 de mayo de 2015, Gudelj firmó su primer contrato profesional con el Jong Ajax, donde se marcharía junto con su hermano mayor, Nemanja, quien firmó un contrato con el primer equipo del Ajax de Ámsterdam, mientras que su padre, Nebojša, se convirtió en ojeador del club.
El 11 de julio de 2017, firma por el FC Wohlen de la Promotion League.
El 20 de julio de 2018, firma por el Vitória de Guimarães B de la Terceira Liga, la tercera liga de fútbol portugués.
El 31 de agosto de 2020, firma por el Cádiz Club de Fútbol "B" de la Segunda División B de España.
El 13 de enero de 2022, firma por el Córdoba C. F. de la Segunda Federación, con el que lograría el ascenso a la Primera Federación disputando 16 partidos de liga en los que anota un gol.
El 25 de marzo de 2023 sufre un desmayo en pleno partido ante el Racing de Ferrol. Le fue diagnosticado una taquicardia ventricular que le provocó un paro cardiaco.

### Selección nacional
Dragiša ha sido internacional con Selección de fútbol sub-17 de Serbia, sub-17, sub-18 y sub-19.

## Clubes
| Club                     | País         | Año       |
| ------------------------ | ------------ | --------- |
| Jong Ajax                | Países Bajos | 2015-2017 |
| FC Wohlen                | Suiza        | 2017-2018 |
| Vitória de Guimarães B   | Portugal     | 2018-2020 |
| Cádiz Club de Fútbol "B" | España       | 2020-2022 |
| Córdoba C. F.            | España       | 2022-2024 |